# Кузьменко, Ярослав Денисович
Ярослав Денисович Кузьменко (род. 31 мая 2006, Электросталь, Московская область) — российский хоккеист, вратарь московского «Спартака».

## Биография
Воспитанник электростальского хоккея. С семи лет играет на позиции вратаря. После «Кристалла» обучался хоккею в московских школах «Динамо» и ЦСКА, после чего молодой голкипер оказался в академии «Спартака». В Молодёжной хоккейной лиге за МХК «Спартак» 16-ти летний Кузьменко дебютировал в игре против «Амурских тигров», выйдя на замену, на льду провёл 19 минут и шесть секунд, сумел отразить шесть бросков и сохранил свой ворота в неприкосновенности. Свой первый полный матч провёл в Череповце, против местного «Алмаза», в нём же одержал первую победу в МХЛ. Всего в сезоне 2022/23 сыграл семь игр, при 89,7 % отбитых бросков и коэффициенте надёжности 3.11. В сезоне 2023/24 чередовал игры за «Спартак U-18» и МХК «Спартак». Также дважды попал в заявку на матчи воскресенского «Химика» в ВХЛ. Всего в официальных матчах провёл восемь игр, при 88,1 % отбитых бросков и коэффициенте надёжности 3.69.
После перехода Павла Канаева во взрослый хоккей, Кузьменко стал основным вратарём МХК «Спартак». Тем не менее, на первый матч сезона против «Атланта» он вышел со скамейки, после того как его коллега Вячеслав Бугров пропустил четыре шайбы. 18 октября был заявлен на матч «Химика» против «Барса», именно в этом матче он вышел на замену, тем самым дебютировав в ВХЛ, отстояв на ноль. 13 декабря стало известно, что Кузьменко примет участие в Кубке Вызова МХЛ. 15 февраля впервые попал в заявку на матч Континентальной хоккейной лиги. 12 марта, в игре против тольяттинской «Лады», Кузьменко дебютировал в КХЛ, сыграв четыре минуты и 55 секунд, пропустив одну шайбу. 18 марта, в игре против нижнекамского «Нефтехимика», вышел на замену на третий период. 24 мая 2025 года вместе с МХК «Спартак» стал обладателем Кубка Харламова.

## Достижения
- Обладатель Кубка Харламова: 2025
- Лучший вратарь чемпионата МХЛ: 2024/25[8]